# Ooh La La
„Ooh La La” – utwór muzyczny brytyjskiego duetu Goldfrapp z 2005 roku. Zaaranżowany jest na syntezator i gitarę elektryczną, i zainspirowany muzyką disco. Został wydany jako pierwszy singel z ich albumu Supernature, osiągając sukces komercyjny. „Ooh La La” nominowano do nagrody Grammy w kategorii Best Dance Recording.

## Spis utworów
- Singel CD 1 (CDMute342)

1. „Ooh La La” (Single Version) – 3:00
2. „All Night Operator (Part 1)” – 4:00

- Singel CD 2 (LCDMute342)

1. „Ooh La La” (Benny Benassi Remix Extended) – 6:53
2. „Ooh La La” (Phones Re-Edit) – 6:31
3. „Ooh La La” (Tiefschwarz Dub) – 6:39

- 12" vinyl single (12Mute342)

A. „Ooh La La” (Original Extended Mix) – 5:12
B. „Ooh La La” (Phones Re-Edit) – 6:29
- DVD single (DVDMute342)

1. „Ooh La La” (Video) – 3:20
2. „Ooh La La” (Little Pictures) – 2:43
3. „Ooh La La” (When Andy Bell Met Manhattan Clique Mix) (audio) – 6:20

- Singel CD (Australia) (3373382)

1. „Ooh La La” (Single Version) – 2:58
2. „Ooh La La” (Benny Benassi Remix Extended) – 6:52
3. „Ooh La La” (Phones Re-Edit) – 6:31
4. „Ooh La La” (Tiefschwarz Dub) – 6:38

## Twórcy
- Alison Goldfrapp – wokal wiodący, chórki, syntezator
- Nick Batt – syntezator, programming
- Will Gregory – syntezator
- Adrian Utley – gitara
- Charlie Jones – gitara basowa
- Mark "Spike" Stent – miks
- Ted Jensen – mastering

## Notowania
| Kraj i lista                      | Pozycja |
| --------------------------------- | ------- |
| Australia (ARIA)                  | 36      |
| Francja (SNEP)                    | 135     |
| Hiszpania (Promusicae)            | 1       |
| Irlandia (IRMA)                   | 16      |
| Niemcy (Media Control)            | 82      |
| Szwajcaria (Alben Top 100)        | 96      |
| Wielka Brytania (UK Albums Chart) | 4       |
| Włochy (FIMI)                     | 37      |

## Certyfikaty
| Kraj                  | Certyfikat    |
| --------------------- | ------------- |
| Wielka Brytania (BPI) | srebrna płyta |